# Masdevallia rosea
Masdevallia rosea är en orkidéart som beskrevs av John Lindley. Masdevallia rosea ingår i släktet Masdevallia och familjen orkidéer. Inga underarter finns listade i Catalogue of Life.

## Bildgalleri

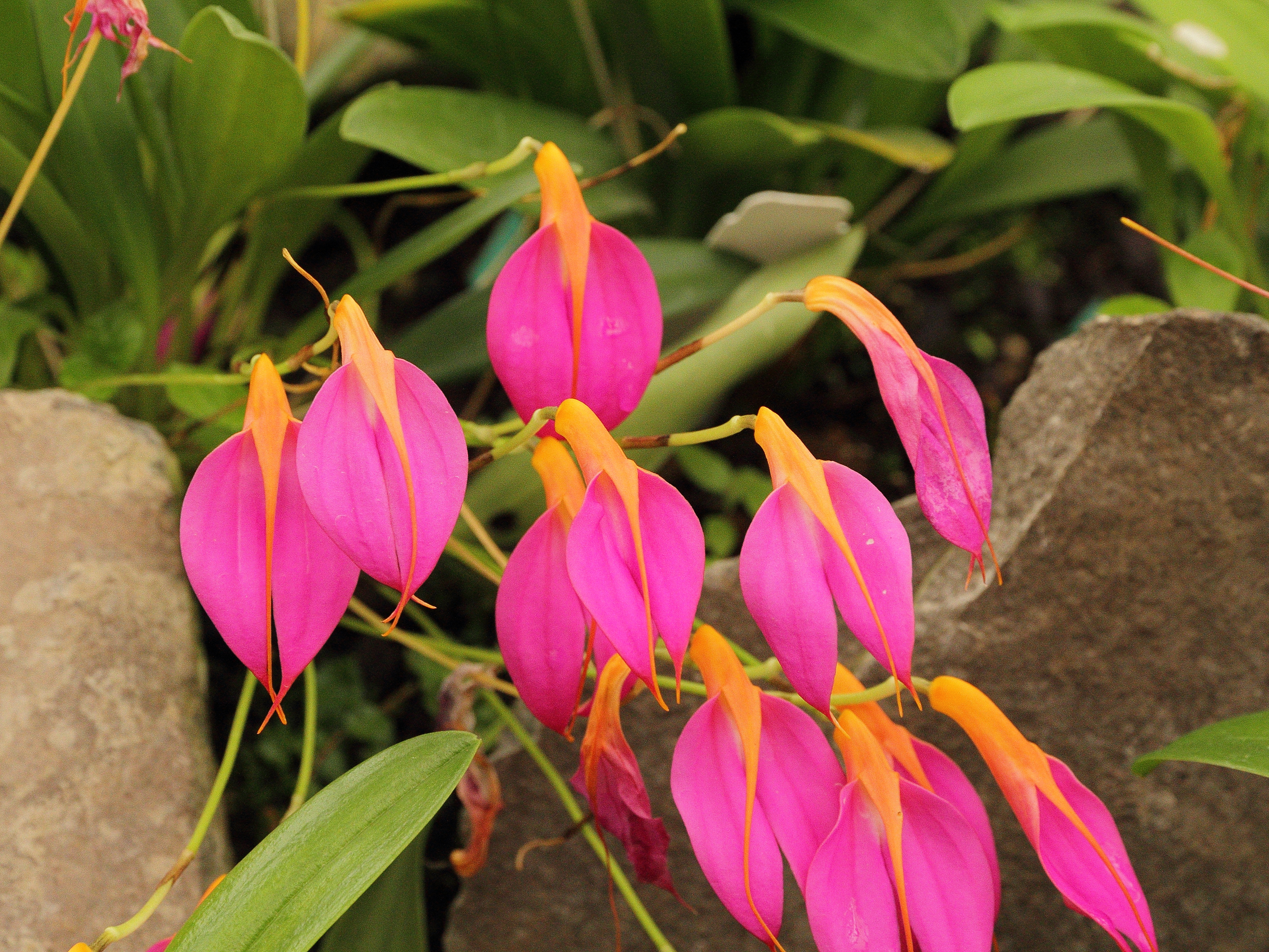
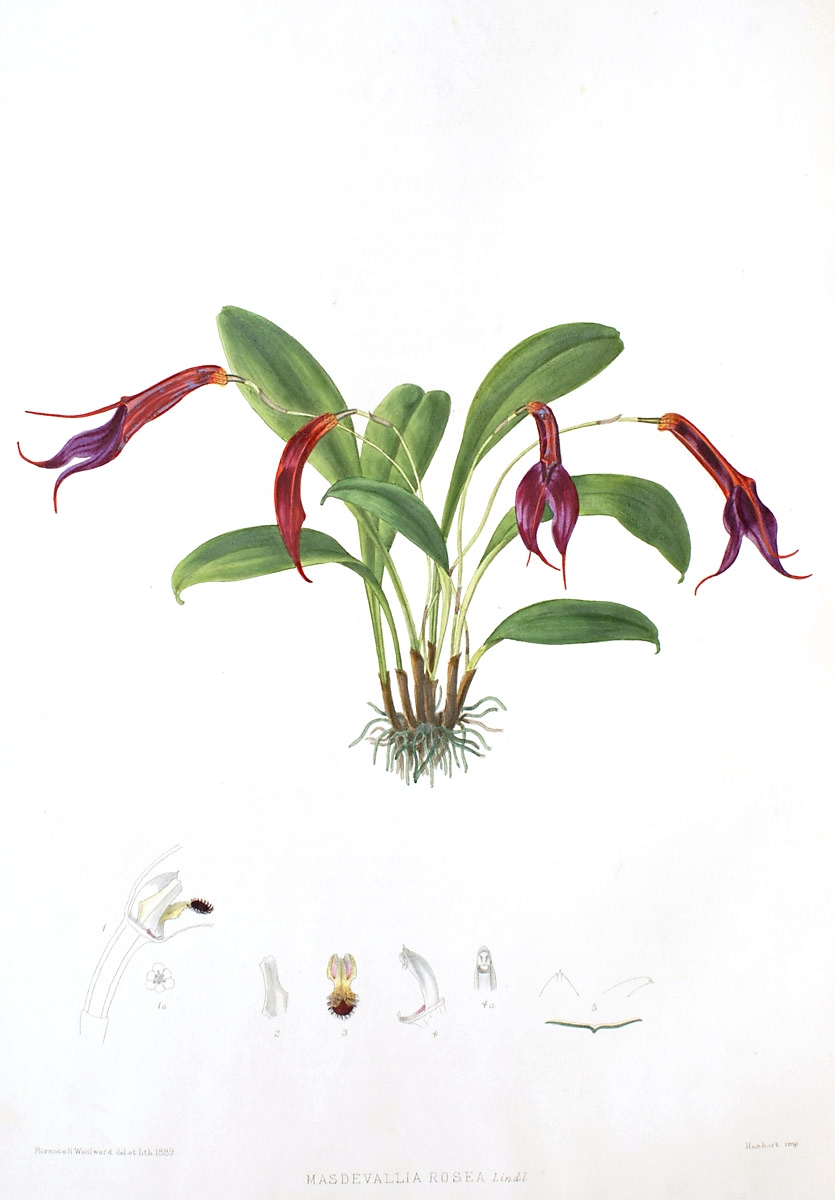